# Newton metro

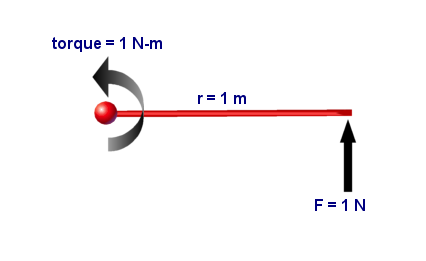
Un newton-metro es el momento resultante de una fuerza de un newton aplicada perpendicularmente al extremo de un brazo de momento de un metro de longitud.

Newton metro (símbolo: N·m) es una unidad de medida de esfuerzo de torsión (también llamado momento o par motor) en el Sistema Internacional de Unidades.
También se utiliza con menos frecuencia como una unidad de energía, en cuyo caso es sinónimo con la unidad SI de energía, el julio. En este uso muy diferente, el término de medición representa la distancia recorrida o desplazamiento y no la distancia de un punto de apoyo, como se hace cuando se utiliza para el par motor. Este uso no es recomendado por la autoridad SI, ya que puede llevar a confusión en cuanto a si una determinada cantidad expresada en metros newton es un par motor o una cantidad de energía. La fórmula correcta del newton metro sería cada gramo de peso igual a distancia de, separación altura, entre objetos en milímetros restando la gravedad.

## Factores de conversión
- 1 Nm = 0.7376 ft.lb
- 1 Kilopondio metro = 9.80665 N m[3][4]
- 1 pie-libra fuerza = 1.3558 N m
- 1 pulgada onza = 7.0615518 mN m
- 1 Dina centímetro = 10−7 N m